# Alyth
Alyth (in gaelico scozzese: Ailt) è una cittadina (e un tempo burgh) di circa 2.400 abitanti della Scozia centro-orientale, facente parte dell'area di consiglio del Perth e Kinross (contea tradizionale: Perthshire) e situata nelle colline della foresta di Alyth.

## Geografia fisica
Alyth si trova lungo la strada che da Blairgowie conduce a Kirriemuir. Da Blairgowie dista circa 8 km.

## Storia
Pare che Alyth fosse il luogo dove fu impriginato il re dei Pitti Mordred, ma di questo fatto non vi sono certezze.
Le origini della cittadina risalgono invece quasi sicuramente all'XI secolo. Nel secolo successivo, fu eretta una chiesa in loco.
Nel 1488, la località divenne un burgh.
Nel corso del XIX secolo, si assistette ad un periodo di notevole industrializzazione della località, con la presenza di mulini adibiti alla tessitura e di birrifici.

## Monumenti e luoghi d'interesse

### Architetture religiose

#### Chiesa parrocchiale
Tra i principali edifici religiosi di Alyth, figura la chiesa parrocchiale, realizzata nel 1839 in stile normanno su progetto dell'architetto Thomas Hamilton.

### Architetture civili
Altri punti d'interesse sono un ponte del XVI secolo e una croce di mercato del 1670.

## Società

### Evoluzione demografica
Al censimento del 2011, Alyth contava una popolazione pari a 2.403 abitanti, di cui 1.272 erano donne e 1.131 erano donne.
La popolazione sotto i 18 anni era pari a 425 unità.
La località ha conosciuto un lieve decremento demografico rispetto al 2001, quando contava una popolazione pari a 2.420 abitanti. Il dato è tendente ad ulteriore ribasso, in quanto la popolazione stimata per il 2016 era pari a 2.390 abitanti.